# Ribes alpestre
Ribes alpestre är en ripsväxtart som beskrevs av Nathaniel Wallich och Joseph Decaisne. Ribes alpestre ingår i släktet ripsar, och familjen ripsväxter.

## Underarter
Arten delas in i följande underarter:
- R. a. eglandulosum
- R. a. giganteum

## Bildgalleri

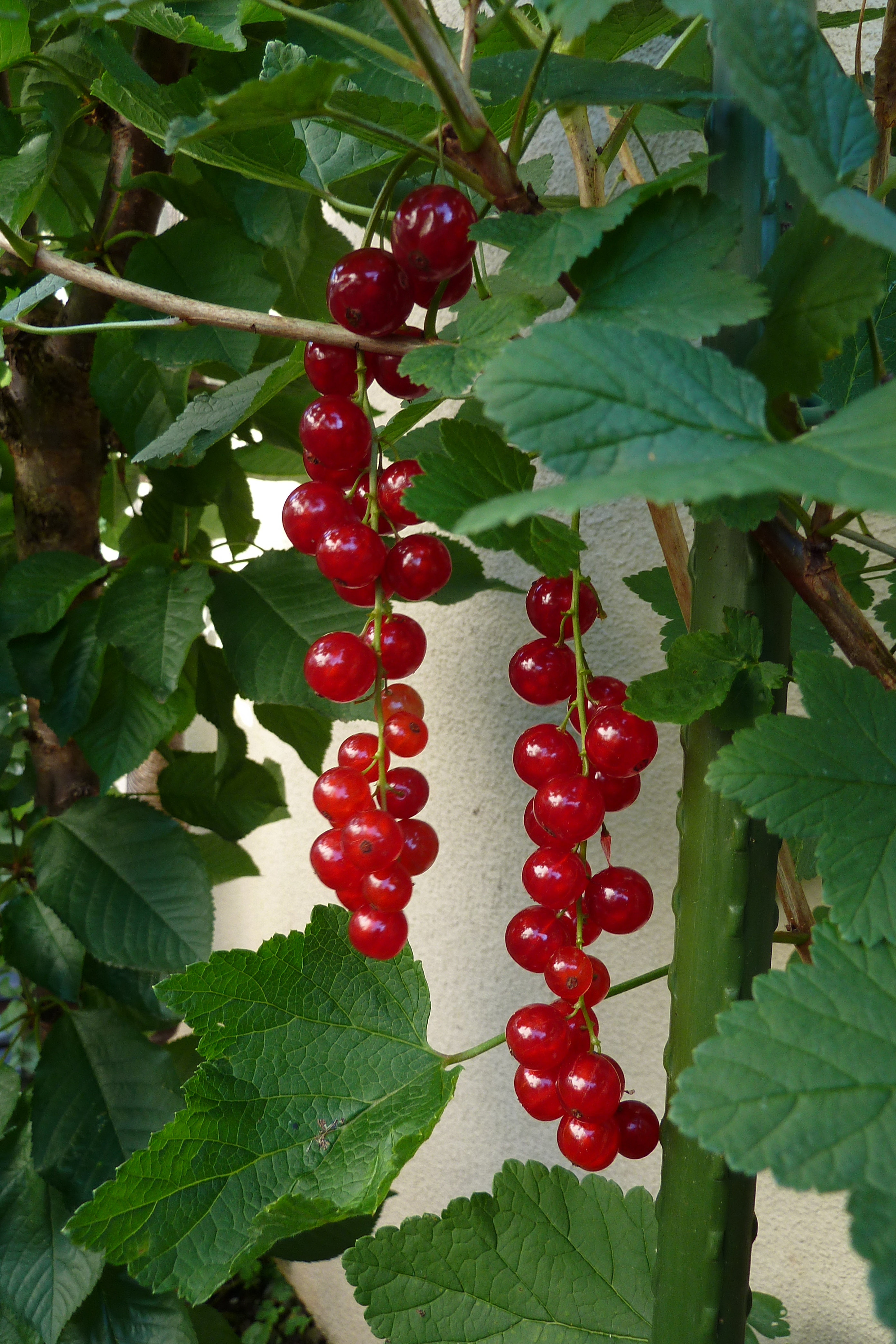
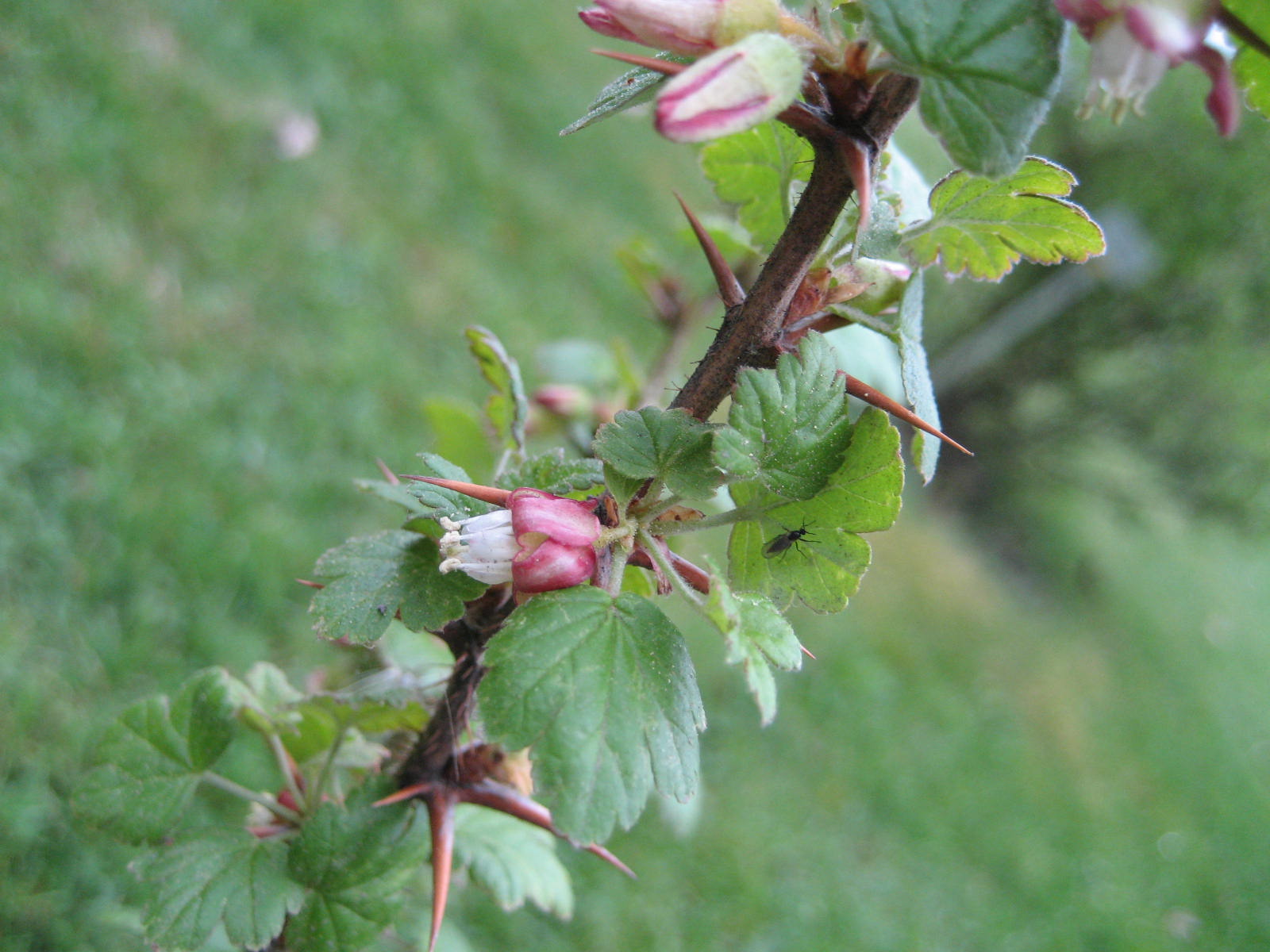